# Flade Sø
Flade Sø är en lagun intill Nordsjön på ön Vendsyssel-Thy i Danmark. Den ligger i Region Nordjylland, i den nordvästra delen av landet. Den högsta punkten i närheten är 19 meter över havet, 1,5 km sydost om Flade Sø. Trakten runt Flade Sø består till största delen av jordbruksmark och ängar.